# Armin Luistro
Armin Altamirano Luistro (24 de diciembre de 1961 en Lipá, provincia de Batangas) es un religioso y político filipino que ejerció entre 2010 y 2016 como Ministro de Educación de Filipinas. El 18 de mayo de 2022 fue nombrado 28º Superior General de los Hermanos de las Escuelas Cristianas, La Salle. Además es el presidente de la Universidad De La Salle

## Biografía
Luistro es hijo de José Dimayuga Luistro y Magdalena Aranda Altamirano. Tras recibir en Lipá la enseñanza básica y la secundaria (en el Instituto De La Salle), a partir de 1977 realizó estudios de Filosofía y Literatura en la Universidad De La Salle de Manila, los cuales concluyó en 1981. Posteriormente amplió su formación con un postgrado en Pedagogía Religiosa en la Universidad Ateneo de Manila
En el año 2010 fue nombrado Ministro de Educación por el presidente Benigno Aquino III
En el verano de 2012 Armin Luistro acompañó, durante una de las jornadas en su país, a la reina Sofía de España.
El 18 de mayo de 2022, durante el 46.º Capítulo General de los Hermanos de las Escuelas Cristianas, la Asamblea de 70 Hermanos Capitulares, reunida en el Aula Magna de la Casa Generalicia en Roma, ha elegido al Hermano Armin Luistro como 28.º Superior General del Instituto.